# Plagiocephalus latifrons
Plagiocephalus latifrons är en tvåvingeart som först beskrevs av Friedrich Georg Hendel 1909.  Plagiocephalus latifrons ingår i släktet Plagiocephalus och familjen fläckflugor. Inga underarter finns listade i Catalogue of Life.